# Sybra apicesignata
Sybra apicesignata är en skalbaggsart som beskrevs av Stefan von Breuning och De Jong 1941. Sybra apicesignata ingår i släktet Sybra och familjen långhorningar.
Artens utbredningsområde är Sulawesi. Inga underarter finns listade i Catalogue of Life.